# 公安調査官
公安調査官（こうあんちょうさかん）とは、日本の公安調査庁に所属する国家公務員（公安職）で、破壊活動防止法や無差別大量殺人行為を行った団体の規制に関する法律に基づいて、暴力主義的破壊活動を行う危険性のある団体について情報収集（諜報・諜報活動）し、調査の結果、規制の必要があると認められる場合には、団体の解散や取締り等を行うことを職務とする。

## 概要
法務省の外局である公安調査庁（本庁）、その地方支分部局である公安調査局と公安調査事務所などに配置されている。
調査対象は、対外的には、北朝鮮、中国、韓国、ロシア、国際テロ組織など、対内的にはオウム真理教、旧統一教会とその関連団体、日本共産党、極左暴力集団（新左翼）、右翼団体、その他の過激派諸団体である。
公安調査庁の令和三年度の定員は1,547人。国家公務員削減の流れに反し、平成16年度定員から99人増員されている。職員は、国家公務員I・II・III種試験から法務事務官として採用され、6か月（国家公務員I・II種試験）もしくは1年（III種）を経過後、公安調査官に補職される。もっとも、例年、III種からの採用は0か1名程度で、大半はⅠ、Ⅱ種職員となっている。採用自体は他省庁と変わるところはなく、官庁訪問や業務説明会も他省庁と同様に行われる。幹部以外の氏名は公表されない。
1952年7月の公安調査庁設置の際には、戦後、公職追放されていた特別高等警察、領事館警察（外務省警察）、陸軍中野学校、旧日本軍特務機関、憲兵隊の出身者が参画したとされ、中でも特高警察と領事館警察の出身者が中堅幹部として組織運営を担っていた。領事館警察は、満州国や中国大陸で特高警察としての活動を行っていたが、敗戦後もGHQによる公職追放の対象から外されていたため、内務省調査局時代から機会をみて再雇用されていた。このほか、検察庁と警察庁から出向者を迎えることになったが、検察庁からは戦前に思想検事であった者（井本台吉など）、警察庁からは戦前に特高警察に在籍した者（柏村信雄、秦野章など）が選ばれた（所謂「逆コース」の一環）。
対象となる組織などに“協力者”（エージェント）を獲得・運用して情報を収集（ヒューミント）し、分析することを主たる業務としており、公安警察とは守備範囲が重なっている。
司法警察権は与えられていないが、団体規制法第三十九条では公安調査官による対象団体への立入検査について、拒否した者に対して1年以下の懲役刑又は50万円以下の罰金刑が規定されており、同庁の団体規制権能には一定の強制力も付与されている。
身分証票として、枠の中に五三の桐（中央省庁紋章）と「公安調査官」の文字が金色で書かれた旧形式警察手帳風の黒い手帳を交付されている。

## 公安調査官の職位
公安調査官には警察官のような階級はない。地方の出先機関である公安調査局と公安調査事務所の場合、局長・部長・課長など他官庁にも見られる役職・部署もあるが、それ以外の、いわゆる“現場”に相当する部署では専門官制（部門制）が採られている。
配属により次のような職位（役職名）が与えられる。
- 首席調査官（課長級）
- 統括調査官（課長補佐級）
- 上席調査官（係長級）
- 主任調査官（係主任級）

## 問題と展望
いわゆる“現場”に相当する部署に配属されている公安調査官は、諸外国に於ける諜報機関でいうところのケース・オフィサー（工作担当者の意）に該当し、活動の特殊性から、所属・職名（場合によっては名前など）を偽って様々な人物と接触したり、リクルート活動や内偵などを行うことが多いとされる。
他方、各地から寄せられる情報の集約と分析を任務とする本庁勤務の公安調査官は、諸外国における諜報機関でいうところのアナリスト（分析官）に該当する役割を果たしているものとされる。
2001年1月の中央省庁再編に伴い、各都道府県にあった公安調査事務所が14か所にまで整理・統合されたものの、最近では国家公務員削減の流れにもかかわらず増加傾向にある。また、在外公館を含めた国外にも職員を配置しているほか、国内の関係機関にも相当数の出向ポストを有しているとされる。

## 職員の不祥事(元職員も含む)
- 1999年
  - 公安調査庁の職員であった野田敬生が女性に6000回もの無言電話をしたり、脅迫状を送るなどのストーカー行為を行なっていたため逮捕され、横浜地裁で懲役1年6ヶ月・執行猶予4年の判決を受けた[3]。
- 2000年
  - 本庁勤務の職員は、飲食時に身分証を紛失。上司への報告を怠る一方で、同僚に偽造を依頼。同僚が自宅でパソコンを使用し紙製、顔写真付きの偽身分証を作って手渡したが、身分証の点検などで偽造が発覚。同年八月、依頼した職員は二カ月、同僚も一カ月の減給処分を受けた[4]。
  - 資料が記録されたフロッピーを盗まれた（中部公安調査局）[5]。
  - 九州公安調査局管内の公安調査事務所で、秘密文書の紛失[5]。情報収集活動などで使う調査活動費の使途や領収書が紛失しているのが判明し、四国公安調査局長ら三人が注意などの処分を受けている[5]。
  - 通りがかりの人で調査とはまったく無関係の人間に暴力をふるった公安調査官二人を戒告処分（東北公安調査局）[5]。
- 2003年
  - 酒に酔った公安調査官が路上で男女二人とけんかとなり、調査官の身分を示す証票を見せて「警察官だ」と嘘をつき、一カ月の減給処分を受けている（中国公安調査局）[5]。
- 2007年
  - 元公安調査庁長官の緒方重威が朝鮮総連施設の強制執行を免れるために不実の登記を行なったとして逮捕された。6月28日、緒方元長官を代金を支給する意思が全くないのに売却取引を締結したとし、詐欺の疑いで逮捕[6]。
- 2012年
  - 出張旅費や調査活動費を不正に受給、国立駐在官室長を務める統括調査官らは、公用車を利用した静岡県への出張を新幹線を使ったと偽り3人分の交通費2万9460円を不正に受領するという事実上の詐欺行為[7]。
- 2013年
  - 公安調査事務所の所長（59）の指示により調査活動費名目で捻出した約24万円を所員同士の会食などに充てた。裏金作りに関与していた首席調査官（58）は、領収書を偽造（関東公安調査局）[8]。
  - 公安調査庁主任調査官がひかりの輪への公安調査庁の立ち入り検査の日程を教団施設に居住していた男性信者（脱会済み）に漏洩したとして、東京地検特捜部に国家公務員法（守秘義務）違反罪で略式起訴された。主任調査官は「信者の信頼を得て、より重要な情報を得ようとした」と説明。主任調査官は男性信者に対し、飲食接待したり金品を提供したりしていた。主任調査官を減給100分の5（1カ月）の懲戒処分を受けた[9]。
- 2023年
  - 温泉施設への不法侵入と盗撮未遂による逮捕2023年1月24日、公安調査庁の主任調査官が兵庫県内の温泉施設に盗撮目的で侵入したとして、静岡県警に建造物侵入の疑いで逮捕された。容疑者は女性用脱衣所に侵入し、盗撮を試みたとされている。[10]
- 2024年
  - 立入検査における違法行為の認定 2024年8月29日、名古屋高等裁判所は、公安調査官が団体規制法第7条第2項に基づく立入調査の際に行った言動が国家賠償法上の違法行為に該当すると認定した。この判決により、公安調査官の調査活動における適法性が問われる事例となった。[11]

- 2025年
  - 児童ポルノ所持および通勤手当不正受給による懲戒処分 2025年4月、公安調査庁の職員が通勤手当約53万8千円を不正受給していたことが発覚し、その調査過程で私有パソコンに児童ポルノの動画を所持していたことが判明した。同庁は当該職員を停職1年の懲戒処分とし、管轄の警察署に告発した。また、業務に関する情報を無断で庁外に持ち出していたことも確認されたが、情報漏洩は確認されていないとされる。[12]